# Laurel Award for Screenwriting Achievement
Le Laurel Award for Screenwriting Achievement est une récompense donnée par le conseil d’administration de la guilde des scénaristes américains lors de sa remise de prix annuelle à un professionnel ayant fait avancé l’écriture du scénario à travers les années.

## Années 1950
- 1953 : Sonya Levien
- 1954 : Dudley Nichols
- 1955 : Robert Riskin
- 1956 :
  - Julius Epstein
  - Philip Epstein
  - Albert Hackett
  - Frances Goodrich
- 1957 : Charles Brackett et Billy Wilder
- 1958 : John Lee Mahin
- 1959 : Nunnally Johnson

## Années 1960
- 1960 : Norman Krasna
- 1961 : George Seaton
- 1962 : Philip Dunne
- 1963 : Joseph L. Mankiewicz
- 1964 : John Huston
- 1965 : Sidney Buchman
- 1966 : Isobel Lennart
- 1967 : Richard Brooks
- 1968 : Casey Robinson
- 1969 : Carl Foreman

## Années 1970
- 1970 : Dalton Trumbo
- 1971 : James Poe
- 1972 : Ernest Lehman
- 1973 : William Rose
- 1974 : Paddy Chayefsky
- 1975 : Preston Sturges
- 1976 : Michael Wilson
- 1977 : Samson Raphaelson
- 1978 : Edward Anhalt
- 1979 : Neil Simon

## Années 1980
- 1980 :
  - Billy Wilder
  - I.A.L. Diamond
- 1981 : Ben Hecht
- 1982 : Paul Osborne
- 1983 : Lamar Trotti
- 1984 :
  - Melville Shavelson
  - Jack Rose
  - Norman Panama
  - Melvin Frank
- 1985 : William Goldman
- 1986 : Waldo Salt
- 1987 : Woody Allen
- 1988 :
  - Irving Ravetch
  - Harriet Frank Jr.
- 1989 : Ring Lardner Jr.

## Années 1990
- 1990 : Donald Ogden Stewart
- 1991 : Alvin Sargent
- 1992 : Frank Pierson
- 1993 : Horton Foote
- 1994 : Ruth Prawer Jhabvala
- 1995 : Charles Bennett
- 1996 : Daniel Taradash
- 1997 : Robert Towne
- 1998 : Bo Goldman
- 1999 : Paul Schrader

## Années 2000
- 2000 : Jean-Claude Carrière
- 2001 :
  - Betty Comden
  - Adolph Green
- 2002 : Blake Edwards
- 2003 : Mel Brooks
- 2004 : John Michael Hayes
- 2005 : David Mamet
- 2006 : Lawrence Kasdan
- 2007 : Robert Benton
- 2008 : Budd Schulberg
- 2009 : Non remis

## Années 2010
- 2010 : Barry Levinson
- 2011 : Steven Zaillian
- 2012 : Eric Roth
- 2013 : Tom Stoppard
- 2014 : Paul Mazursky
- 2015 : Harold Ramis